# Žizn' prošla mimo
Žizn' prošla mimo (Жизнь прошла мимо) è un film del 1959 diretto da Vladimir Pavlovič Basov.